# Raymond Poidevin
Pour les articles homonymes, voir Poidevin.
Raymond Poidevin, né le 8 juin 1928 à Bennwihr, et mort le 24 juin 2000 à Strasbourg, est un historien français spécialisé dans l'histoire franco-allemande.

## Sa vie et son œuvre
Né en 1928 en Alsace, Raymond Poidevin est le fils de Marie Wagner et d'Edmond Poidevin, employé à la SNCF.
Il a étudié l’histoire à la Sorbonne et a obtenu une agrégation d'histoire en 1957, puis un doctorat d’État en 1969 en soutenant la thèse intitulée Les relations économiques et financières entre la France et l’Allemagne de 1898 à 1914, sous la direction de Pierre Renouvin. De 1969 à 1970, il a été maître de conférences, puis de 1970 à 1980, professeur d’histoire contemporaine à l’Université de Metz. À partir de 1980, il a exercé comme professeur d’histoire contemporaine à l’Université de Strasbourg. De 1971 à  1980, il a dirigé le centre de recherches Relations internationales de l'Université de Metz et, de 1981 à 1993, le Centre de recherches d’histoire des relations internationales (CRHRI) de l’Université de Strasbourg.
Ses recherches ont porté sur l’histoire franco-allemande. Avec Jacques Bariéty, il est l’auteur du livre Les relations franco-allemandes 1815-1975. Ses cours à l'université de Metz portaient sur cette problématique : « Les causes de la Première Guerre Mondiale », et d'autre part : « Le danger allemand, mythe ou réalité ? »[source insuffisante]
Il a publié des études sur Hindenburg, Guillaume II et les origines de la Première Guerre mondiale. L’œuvre de Robert Schuman et l’histoire de l’Alsace constituent un autre axe de son travail. Poidevin prend position contre la réunification de l’Allemagne. Selon lui, une Allemagne unie serait une « troisième superpuissance » qui ferait exploser le « cadre européen » et inévitablement deviendrait une menace pour la France.

## Critique de ses idées
En Allemagne, ses positions  ont fait l’objet de controverses. Dans la préface de l’édition allemande du livre de Poidevin Die unruhige Großmacht - Deutschland und die Welt im 20. Jahrhundert (L' Allemagne et le monde au vingtième siècle), Andreas Hillgruber critique le fait que Poidevin se présente comme un historien politique et part du principe que tous les acteurs allemands sentent un besoin d'expansion nationaliste. Poidevin exposerait un point de vue partial et s’attacherait surtout aux intérêts nationaux de la France.

## Publications

### Ouvrages
- 1969 : Les Relations économiques et financières entre la France et l'Allemagne, de 1898 à 1914, Armand Colin : thèse à la Faculté des lettres et sciences humaines de l'Université de Paris
  - 1998 : texte remanié, Comité pour l'histoire économique et financière de la France, coll. « Études générales »  (ISBN 2-11-089825-9)
- 1972 : L'Allemagne impériale et républicaine : 1900-1933 ou L'Allemagne de Guillaume II à Hindenburg : 1900-1933, Richelieu, coll. « L'Univers contemporain » (no 4)
- 1976 : Robert Schumans Deutschland- und Europapolitik zwischen Tradition und Neuorientierung, trad. Peter Nett, E. Vogel, coll. « Schriften der philosophischen Fachbereich der Universität Augsburg » (no 3)  (ISBN 3-920896-26-2)
- 1977 : Les Relations franco-allemandes : 1815-1975, avec Jacques Bariéty, Armand Colin, coll. « U / Histoire contemporaine »
  - 1979 : 2e éd. revue et augmentée
- 1980 : L'Europe de 1789  à nos jours, avec François-Georges Dreyfus et Roland Marx, Presses universitaires de France, coll. « Histoire générale de l'Europe » (no 3)  (ISBN 2-13-035581-1)
- 1983 : L'Allemagne et le monde au XXe siècle, Masson, coll. « Relations internationales contemporaines »  (ISBN 2-225-80047-2)
- 1986 : Robert Schuman : Homme d'État, 1886-1963, Imprimerie nationale, coll. « Personnages » (no 6)  (ISBN 2-11-080885-3)
- 1988 : Robert Schuman : Témoignage de Raymond Barre, Beauchesne, coll. « Politiques & chrétiens » (no 4)  (ISBN 2-7010-1157-4)
- 1992 : Histoire de l'Allemagne, avec Sylvain Schirmann, Hatier, coll. « Nations d'Europe »  (ISBN 2-218-03826-9)
  - 1995 : éd. complétée et mise à jour  (ISBN 2-218-03826-9)
- 1994 : The History of the High Authority of the European Coal and Steel Community: Supranationality in Operation, avec Dirk Spierenburg, Weidenfeld and Nicolson,  (ISBN 0-297-82172-5)

### Éditeur scientifique
- 1970 : Finances et relations internationales, 1887-1914, Armand Colin, coll. « U2 »
- 1975 : Les Origines de la Première Guerre mondiale, Presses universitaires de France, coll. « Documents » (no 11) / « Histoire »
- 1995 : Péripéties franco-allemandes : Du milieu du XIXe siècle aux années 1950, recueil d'articles, Peter Lang, coll. « Euroclio » (no 5)  (ISBN 3-906751-68-6)

### Directeur de collection
- 1975-1977 : L'Histoire de la Lorraine, Mars et Mercure, avec Henri Tribout de Morembert (archiviste de la ville de Metz) : une dizaine de volumes.

## Distinctions
- Officier de l'ordre national du Mérite 1993[6].
  -  Chevalier de l'ordre national du Mérite 1976,